# Invicta Black Prince
Invicta Black Prince  är en personbil, tillverkad av den brittiska biltillverkaren Invicta mellan 1946 och 1950.

## Bakgrund
Det ursprungliga Invicta Cars i Chelsea, London hade lagts ned 1938 och grundaren Noel Macklin hade gått vidare till Railton. Under andra världskriget köpte en grupp investerare namnet och startade Invicta Car Development med säte i Virginia Water, Surrey med avsikten att bygga en avancerad lyxbil.

## Invicta Black Prince
Den nya bilen hade en sexcylindrig motor med en slagvolym på tre liter, byggd av Invictas gamla motortillverkare Meadows. Motorblock och topplock tillverkades i aluminium och motorn hade dubbla överliggande kamaxlar, dubbeltändning och tre SU-förgasare. Bilen saknade konventionell växellåda och istället användes en momentomvandlare med det klingande namnet Brockhouse Hydro-Kinetic Turbo Transmitter som en primitiv steglös automatlåda. Chassit hade individuell hjulupphängning runt om med teleskoprörsfjädring och torsionsstavar. De hydrauliska bromsarna hade trummorna bak monterade inne vid differentialväxeln för att minska den ofjädrade vikten. Chassit hade även fyra inbyggda hydrauliska domkrafter.
Karosserna byggdes i aluminium, då stålplåt var en bristvara i efterkrigstidens Storbritannien. Invicta byggde själva en fyrdörrars sedan medan öppna karosser tillhandahölls av fristående karossbyggare.
Den avancerade bilen blev mycket dyr, med ett pris på £1 850 bara för chassit. Sedan tillkom kostnaden för karossen. Invicta hade planerat att bygga 250 bilar per år men till slut byggdes bara runt 20 exemplar innan företaget lades ned. Konkursboets tillgångar köptes upp av A.F.N. Ltd, ägaren av Frazer Nash.